# Armand Guillaumin

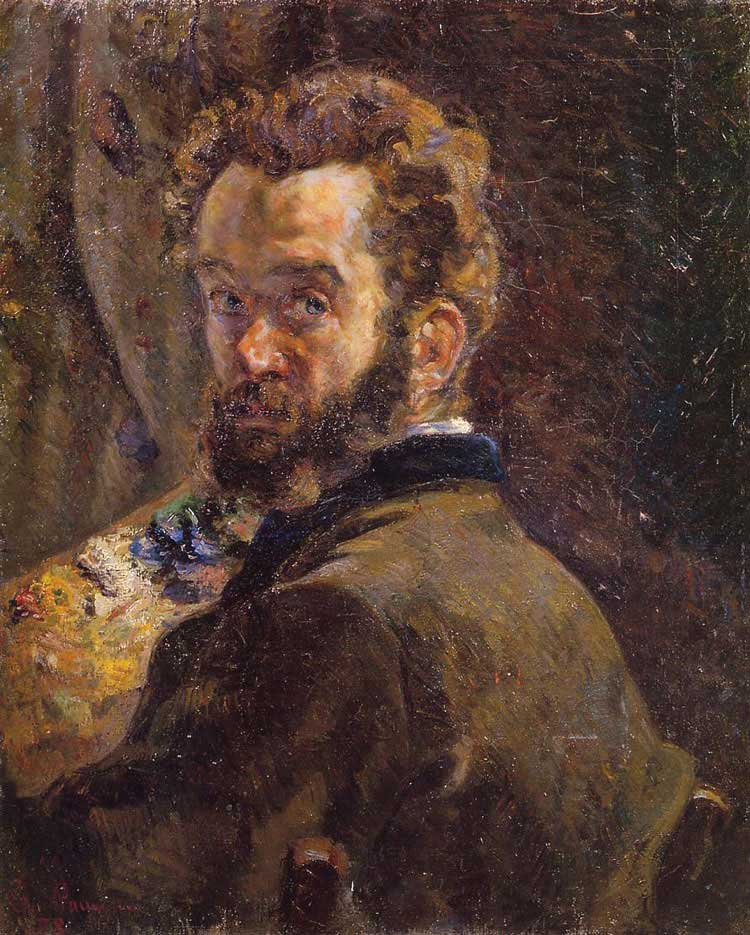
Selbstporträt Armand Guillaumin, 1878

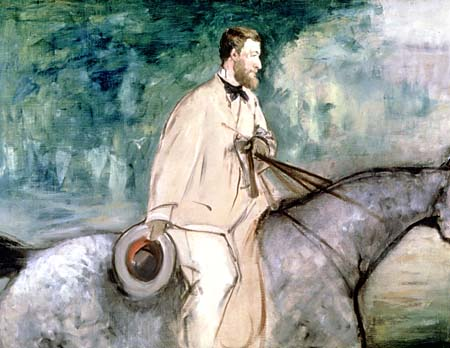
Armand Guillaumin, porträtiert von Édouard Manet (1870)

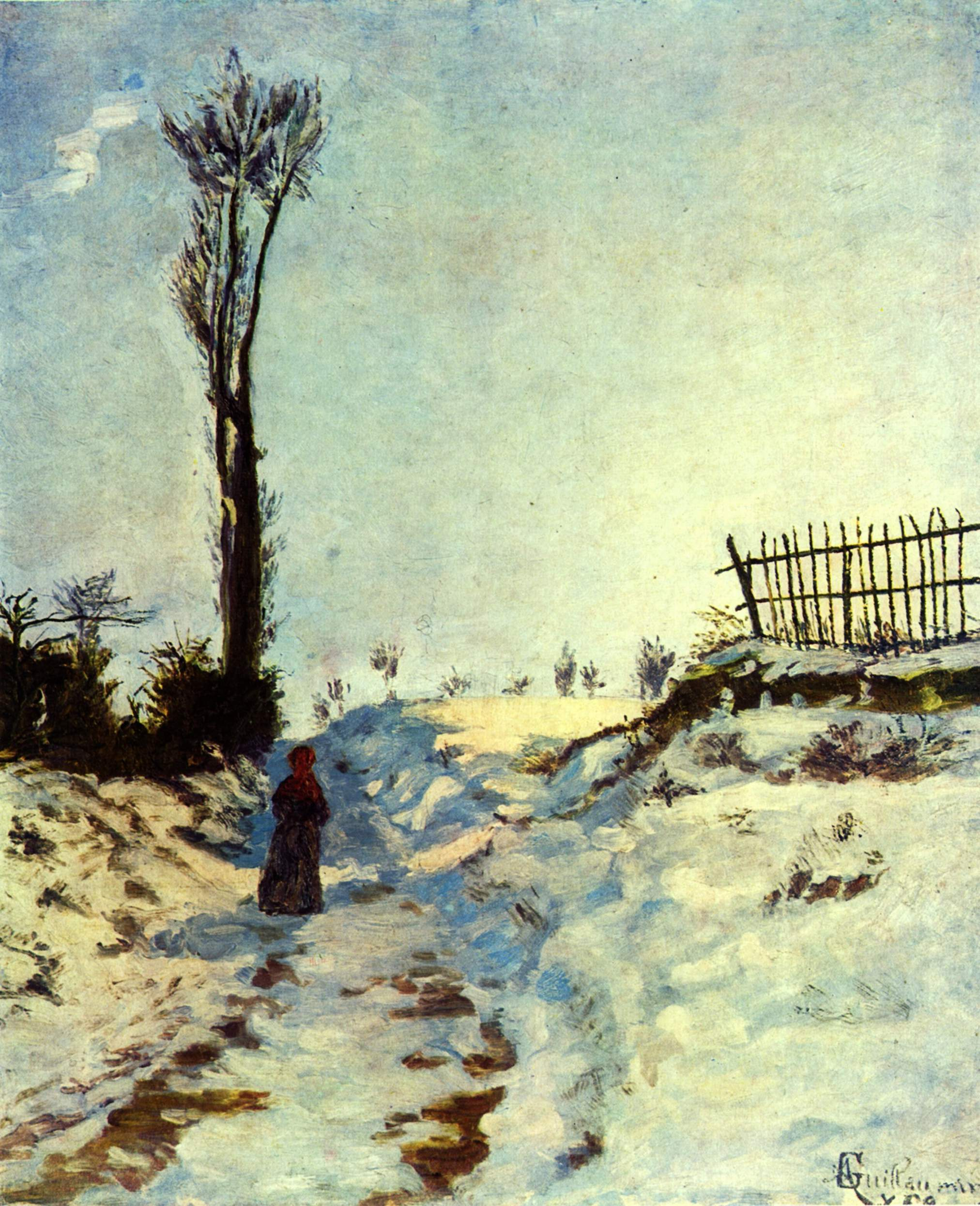
Armand Guillaumin; Hohlweg im Schnee, 1873, 66 cm × 55 cm, Öl auf Leinwand, Louvre, Paris

Armand Guillaumin (* 16. Februar 1841 in Paris; † 26. Juni 1927 in Orly, Val-de-Marne südlich von Paris) war ein französischer Maler und Grafiker. Er ist vornehmlich den Impressionisten zuzurechnen. In seinem Spätwerk sind Einflüsse des Fauvismus spürbar.

## Leben
Armand Guillaumin wurde als Jean-Baptiste Armand Guillaumin in Paris als Sohn eines erst kürzlich aus Moulins in die Hauptstadt umgezogenen Arbeiters geboren. 1857 begann er, im Alter von 15 Jahren, in dem Wäscheladen eines Onkels zu arbeiten und war ab 1860 für die französische Eisenbahngesellschaft „Chemin de fer Paris-Orléans“, ab 1868 als Nachtarbeiter für das Straßenbauamt „Ponts et Chaussées“ tätig. Da er seinen Lebensunterhalt verdienen musste, konnte er nur in seiner knapp bemessenen Freizeit malen und bildete sich vornehmlich als Autodidakt, besuchte aber ab 1861 die Malakademie Académie Suisse. Dort begegnete er Paul Cézanne und Camille Pissarro, mit denen er lebenslang befreundet blieb. Gemeinsam waren sie im Jahr 1863 auf dem ersten Salon des Refusés vertreten. Zu seinen späteren Freunden zählte außerdem Vincent van Gogh, dessen Bruder, der Kunsthändler Theo von Gogh einige von Guillaumins Gemälden verkaufte. Im Jahr 1873 stellte der Gönner Paul Gachet ihm in seinem Haus in Auvers-sur-Oise ein Zimmer zur Verfügung. Ein Jahr später bewohnte er dasselbe Haus wie Cézanne, 1875 mietete er das ehemalige Atelier von Daubigny.
Er zeigte seine Gemälde in den Ausstellungen der impressionistischen Gruppe (1874, 1877, 1880, 1881, 1882, 1886) und im von der Société des Artistes Indépendants gegründeten Salon des Indépendants von 1886.
Die unerwartete Einnahme eines Lotteriegewinns von 100.000 Francs (1891) machte ihn finanziell unabhängig und gestattete es ihm, sich ganz der Kunst zu widmen und sich ab 1892 in Crozant im Département Creuse (Region Limousin) aufzuhalten, der Wahlheimat zahlreicher Künstler, die das Motiv von weit über einhundert seiner Gemälde ist. Er bereiste Südfrankreich, die Auvergne und Holland (1903/04).
Armand Guillaumin starb im Jahr 1927 im Alter von 86 Jahren als letzter überlebender Vertreter der impressionistischen Gruppe.
1886 hatte er seine Cousine, die Lehrerin Marie-Joséphine Charreton, geheiratet.

## Ehrungen
Die Gemeinde Crozant ehrte den Künstler durch eine neben der Kirche aufgestellte Bronzebüste.

## Werk

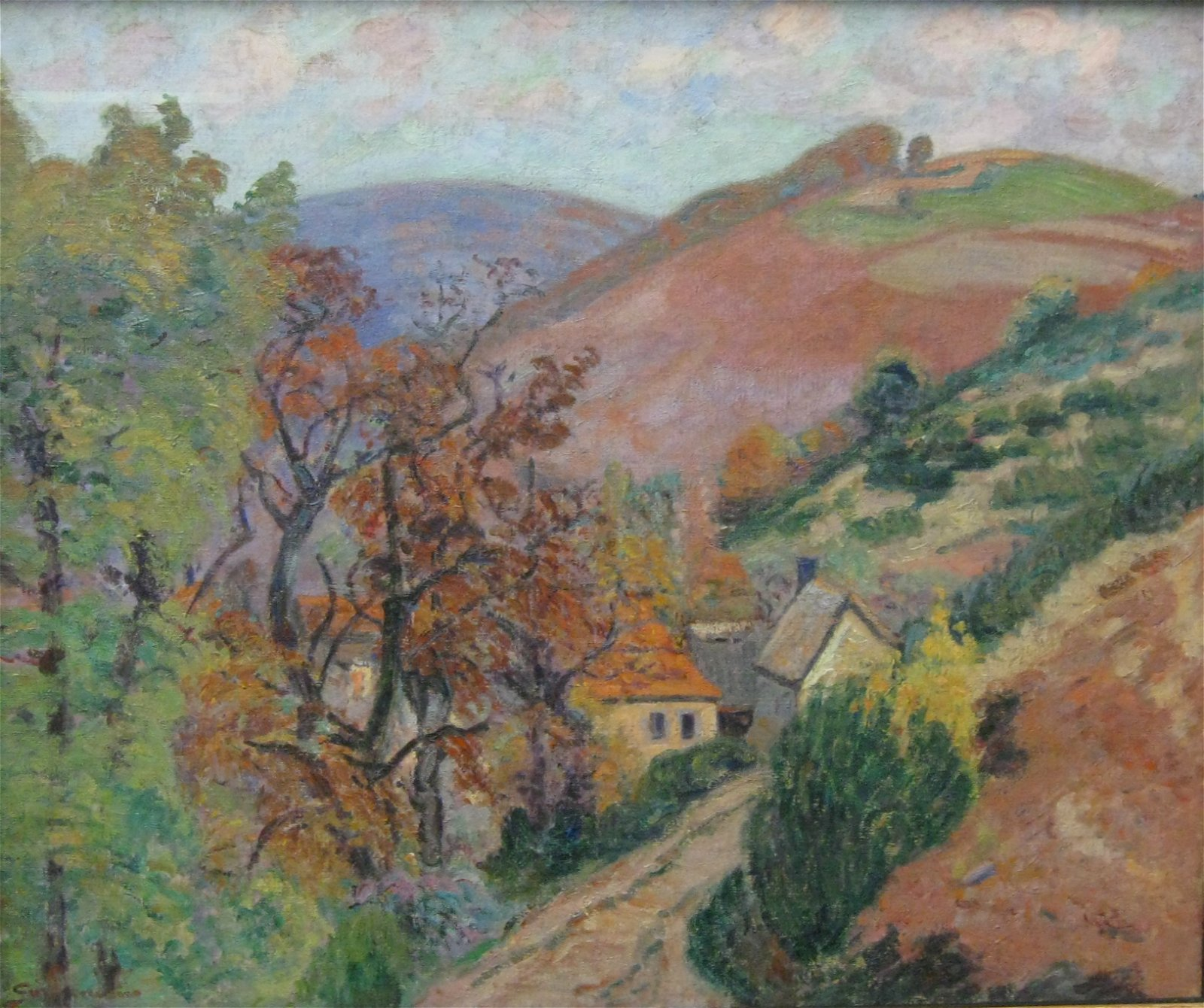
Gebirgige Landschaft, um 1895, Neue Pinakothek in München

Guillaumins Werke sind in Paris im Musée d’Orsay und vielen anderen Museen, unter anderem denen von Agen, Bayonne, Guéret, Rouen und Saint-Quentin zu finden. Sie zeichnen sich durch die schnelle spontane Malweise der Impressionisten aus und sind für eine intensive, leuchtende Farbgebung bekannt. Guillaumin schuf vor allem Landschaftsgemälde, in denen zarte Mauve-, Violett-, Rot- und Orangetöne vorherrschen. Die bevorzugten Motive waren die Umgebung von Paris, die Landschaften des Limousin und der Provence sowie die Mittelmeerküste. Daneben hinterließ er Stillleben und vor allem in Pastell ausgeführte Porträts. In seinem späteren Werk näherte er sich dem Fauvismus an.
Émile Zola zählte ihn gemeinsam mit Monet, Renoir und Pissarro zu den „wahren Revolutionären der Form“.

## Einfluss
Obwohl Guillaumins Malerfreunde Pissarro und Cézanne kunsthistorisch als bedeutender eingeordnet werden, hatte er auf das Werk dieser beiden Maler großen Einfluss. Cézannes erste Grafiken beispielsweise sind Arbeiten nach einem Gemälde von Guillaumin, das Kähne auf der Seine darstellt.